# Porcellio yemenensis
Porcellio yemenensis is een pissebed uit de familie Porcellionidae. De wetenschappelijke naam van de soort is voor het eerst geldig gepubliceerd in 1941 door Thomas Theodore Barnard.